# Enna velox
Espèce
Enna velox est une espèce d'araignées aranéomorphes de la famille des Trechaleidae.

## Distribution
Cette espèce est endémique du Tabasco au Mexique,.

## Description
La carapace du mâle décrit par Silva, Lise et Carico en 2008 mesure 4,10 mm de long sur 3,50 mm de large et celle de la femelle mesure 3,60 mm de long sur 3,61 mm de large.

## Publication originale
- O. Pickard-Cambridge, 1897 : Arachnida. Araneida. Biologia Centrali-Americana, Zoology. London, vol. 1, p. 225-232 (texte intégral).